# Kapitalismus, Sozialismus und Demokratie
Kapitalismus, Sozialismus und Demokratie (KSD) ist ein erstmals 1942 veröffentlichtes Werk von Joseph Schumpeter und ist unter seinen Publikationen die erfolgreichste. Kernaussage von Schumpeter in KSD ist, dass der Kapitalismus trotz seiner Errungenschaften in einen Sozialismus münden wird. Zur Argumentation zieht Schumpeter neben ökonomischen Argumenten vor allem historische, sozialpsychologische und politische Überlegungen heran. Schumpeter würdigt in KSD zwar die historischen Erfolge des Kapitalismus. Dennoch werde der Kapitalismus eines Tages zu Grunde gehen, und zwar nicht auf Grund wirtschaftlicher Fehlschläge und auch nicht infolge einer gewaltsamen Revolution, wie Karl Marx es angenommen hat, sondern paradoxerweise auf Grund seiner Erfolge, die die Bedingungen für sein Ende schaffen. Denn die von Schumpeter mit dem Begriff der schöpferischen Zerstörung beschriebenen Innovationen und Dynamiken revolutionieren ohne Unterlass die gesellschaftlichen Verhältnisse, torpedieren damit die einst zentrale Stellung und Funktion des Unternehmers, lassen soziale Bindungen erodieren, führen zur Trennung der Wirtschaftsstrukturen von den Interessen der Agierenden in den Großunternehmen sowie der Intellektuellenschicht und führen zur Auflösung der herkömmlichen Werteordnungen. Daher werde das kapitalistische System übergehen in einen Sozialismus, zu dem er im Zusammenhang zur Frage der Demokratie eine eigene Vorstellung von Konkurrenzdemokratie entwickelt.

## Zur Entstehungsgeschichte
„Kapitalismus, Sozialismus und Demokratie“ (KSD) entstand nach der Zeit einer schon 30-jährigen Schaffensperiode, so dass viele Erkenntnisse Schumpeters aus seinen Publikationen in KSD einflossen. Er selbst bezeichnet KSD als Ergebnis seiner „[…] Bemühungen, die Summe einer beinahe vierzigjährigen Gedankenarbeit, Beobachtung und Forschung über das Thema des Sozialismus in eine lesbare Form zu gießen.“ KSD sollte ursprünglich ein eher populäres Buch und ein schmaler Band werden. Es wuchs aber auf über 400 Seiten an und entstand in mehreren Phasen: Im Juni 1934 beschloss Schumpeter, sich mit Sozialismus zu beschäftigen. Kapitel 14 „Zersetzung“ (der kapitalistischen Gesellschaft) schrieb er 1935, Kapitel 19 „Übergang“ (vom Kapitalismus zum Sozialismus) schrieb er 1938. Der gesamte Teil 2 („Kann der Kapitalismus weiterleben?“) entstand aus einem Vortrag, den er am 18. Januar 1936 dazu hielt. Auch weitere Vorträge von Schumpeter stehen im Zusammenhang mit KSD. Den größten Teil schrieb er zwischen 1938 und 1941. Ab der zweiten englischen Ausgabe wurde das Kapitel „Die Folgen des Zweiten Weltkriegs“ (1946) angefügt. In der deutschsprachigen Ausgabe von 2020 befindet sich zudem das nicht ganz beendete verschriftlichte Redemanuskript „Der Marsch in den Sozialismus“, dessen Niederschrift Schumpeter im Januar 1950 fast beendet hatte.

## Inhalt
„Kapitalismus, Sozialismus und Demokratie“ ist ursprünglich ein englisch geschriebenes Buch mit fünf Teilen, von denen aber in der deutschen Fassung lange Zeit (ab der ersten deutschsprachigen Ausgabe 1946 bis zur neunten Ausgabe 2018) nur vier Teile publiziert wurden (siehe auch zur Publikationsgeschichte). Diese fünf Teile lauten in ihrer Vollständigkeit:
1. Teil: Die marxsche Lehre
2. Teil: Kann der Kapitalismus weiterleben?
3. Teil: Kann der Sozialismus funktionieren?
4. Teil: Sozialismus und Demokratie
5. Teil: Eine historische Skizze der sozialistischen Parteien

Bis zur deutschen Ausgabe 2020 fehlte in den Ausgaben also der fünfte Teil zur historischen Skizze der sozialistischen Parteien.

### Zu Teil 1: Die marxsche Lehre
Joseph A. Schumpeter beginnt seine Publikation, wie aus den Teilüberschriften ersichtlich, mit einer Analyse der Auffassungen, die er von Marx vertreten sieht. Dabei bezieht sich Schumpeter unübersehbar auf Karl Marx als Person und hier in den Rollen: 1. „Marx der Prophet“, 2. „Marx der Soziologe“, 3. „Marx der Nationalökonom“ und 4. „Marx der Lehrer“. Entsprechend ist auch der Teil 1 in diese gleichlautenden Kapitel untergliedert. Die personenbezogene Herangehensweise von Schumpeter findet sich insbesondere auch in seiner „Geschichte der ökonomischen Analyse“: Kritiken werden sehr leidenschaftlich vorgebracht und dabei direkt an die jeweiligen Personen adressiert. Ebenso wird die Frage nach den Ursachen für den Erfolg dieser Personen gestellt. Dies wird auch in dem Kapitel „Die marxsche Lehre“ deutlich, in der Schumpeter den Erfolg dieser Lehre hinterfragt.
Nachstehend werden die Kerninhalte zu Teil 1 sowie anschließend zu den weiteren Teilen so nah wie möglich am Text wiedergegeben und nur bei auffälligen Anlässen wie Analogien, Widersprüchlichkeiten u. ä. kurz kommentiert. Alle Zitationen mit Seitenangaben sind der Ausgabe von 2020 entnommen.

#### „Marx der Prophet“
In „Marx der Prophet“ ist die Kernaussage von Schumpeter, dass sich der Erfolg des Marxismus vordergründig nur dadurch erklären lasse, dass dieser eine Religion sei. Folglich lasse sich auch der Erfolg von Marx nicht auf seine „[…] rein wissenschaftliche Leistung […]“ (S. 5) begründen, sondern er sei ein „Prophet“ gewesen, der es verstand, „[…] im Kleid des Analytikers zu predigen und mit einem Blick auf die Bedürfnisse des Herzens zu analysieren.“ (S 7) Weiter behauptet Schumpeter: Indem Marx dabei „[…] den Massen sein eigenes Schlagwort des ‚Klassenbewusstsein‘ unterschob, hat er ohne Zweifel die wahre Psychologie des Arbeiters verfälscht […].“ (S. 7) Zu diesem Resümee kommt Schumpeter, indem er die seiner Ansicht nach „wahre“ Psychologie des Arbeiters offenlegt. Zu dieser ist er überzeugt, dass sie „[…]  in dem Wunsche gipfelt, ein kleiner Bourgeois zu werden und in diesen Stand durch politische Gewalt zu gelangen.“ (S. 7)
Solch Ansicht gibt eher Aufschluss über das Menschenbild von Schumpeter als über die Psyche eines Arbeiters. Weitere ähnliche Ansichten dazu werden nachstehend nicht mehr kommentiert, aber als elitäres Denken Schumpeters in der Wissenschaft diskutiert.

#### „Marx der Soziologe“
Um „Marx der Soziologe“ zu würdigen, heißt es von Schumpeter, müsse man sich „[…] Marxens Philosophie […] am besten sogleich ein für allemal entledigen.“ (S. 9) Dann würden die „wissenschaftlichen Fähigkeiten“ von Marx freigelegt und man könne erkennen, dass dieser trotz seines Hegelianismus nicht „[…] die positive Wissenschaft an die Metaphysik verraten“ habe. (S. 10) Ausgehend von dem zu jener Zeit üblichen dichotomen positiven versus normativen Denkens erklärte Schumpeter dabei Marx zum Positivisten, da das Argumentieren von Marx auf „sozialen Tatsachen“ beruhe. Da sich positives versus normatives Denken als Grundposition nach Schumpeter ausschließen und er sich versichern will, dass Karl Marx als Soziologe „Positivist“ war, behauptete er damit gleichzeitig, dass sich die marxsche Philosophie darin erschöpfen würde, nur „[…] Hegelsche Ausdrucksweise zu gebrauchen.“ (S. 10)

#### „Marx der Nationalökonom“
Dem „Marx als Nationalökonom“ bescheinigt Schumpeter ähnlich wie dem „Marx als Soziologe“, ein „Genie“ zu sein, der „Originalität“ habe und dem es gelang, eine Theorie zu errichten, die „[…] ihrer Natur und ihrer Absicht nach wahrhaft wissenschaftlich war, was auch immer ihre Mängel gewesen sein mögen.“ (S. 25) Diese Mängel werden dann von Schumpeter ausgehend von der Grenznutzenlehre, die er vertritt, behandelt. Von dieser kommend und mit der in ihr vertretenen Unterscheidung in drei „Reichtumsquellen“ (Kapital, Boden, Arbeit) kritisiert Schumpeter 1) die marxsche Arbeitswerttheorie, nach der der Wert einer Ware „[…] proportional zu der in der Ware enthaltenen Arbeit ist“ (S. 29). Damit würden sowohl Kapital als auch Boden nicht berücksichtigt und dies hieße: „In den Bahnen der Arbeitswerttheorie zu argumentieren bedeutet deshalb, von einem ganz speziellen Falle ohne praktische Bedeutung aus argumentieren.“ (S. 29)
Deutlicher findet sich dieses Argument später von Horst C. Recktenwald im Vorwort zu Adam Smith‘ Reichtum der Nationen: „Unverständlich bleibt nur, wie man mit der Forderung nach praktischer Anwendung der Arbeitswerttheorie hochentwickelte Industrienationen auf die Stufe eines primitiven Jägervolkes zurückversetzen will, indem man den Wert einer Ware nur in dem Beitrag der Arbeit sieht und die beiden anderen Produktionsfaktoren unvergütet lässt.“  Aus der Sicht von drei „Reichtumsquellen“ (Kapital, Boden, Arbeit) scheint die Kritik von Schumpeter berechtigt. Allerdings ist eingesetztes Kapital nichts anderes als „vorgeleistete Arbeit“ und selbstverständlich sind eingesetzte Produktionsmittel in der marxschen Theorie Bestandteil der Reichtumsentstehung. Aber in diese vorgeleistete Arbeit wird genauso investiert wie in die geleistete Arbeit (was Schumpeter an anderer Stelle auch explizit selbst ausformuliert mit: Da das „[…] Nicht-Lohn-Kapital auf das Produkt nicht mehr Wert überträgt, als es bei seiner Produktion verliert […]“ (S. 35)) und da also in dieses Kapital schon investiert wurde, bedeutet das also erstens nicht, das mit einer Arbeitswerttheorie nur eine kapitallose Produktion behandelt werden kann und zweitens wird in der Arbeitswerttheorie berücksichtigt, dass die Investitionen in das Kapital schon geleistet wurden, wodurch dieses als Verursachung von Mehrwert ausgeschlossen werden muss.

Letztere – die Bezahlung geleisteter Arbeit – ist der zweite Kritikpunkt von Schumpeter: 2) die Mehrwertentstehung. Denn bekanntlich hat Marx in der Arbeitswerttheorie vertreten, dass Lohnarbeit ermöglicht, ein Mehrwert entstehen zu lassen als Differenz zwischen dem Wert der Ware Arbeitskraft und der von den Arbeitenden tatsächlich in der Produktion geleisteten Arbeit. Obwohl Schumpeter selbst dazu hervorhebt, dass diese Auffassung der Mehrwertaneignung ohne moralische Berufung auf „unangemessene Preisstellung“ oder „Betrug“ (S. 33) auskommt, lehnt er sie selbst moralisierend ab: Die Auffassung vom Bezahlen einer Arbeitskraft zu ihrem Gebrauchswert könne 

„[…] niemals auf die Ware Arbeit angewandt werden; denn das würde heißen, dass Arbeiter wie Maschinen nach rationalen Kostenrechnungen erzeugt werden. Da sie das nicht werden, ist man nicht befugt anzunehmen, dass der Wert der Arbeitskraft proportional sein wird den Arbeitsstunden, die in ihre Produktion eingehen." (S. 33) 

Hier verwechselt Schumpeter allerdings Aufwandswert und Gebrauchswert: Unternehmen interessiert nicht, wieviel es kostet, das Arbeitskräfte „erzeugt“ werden. Der Lohn kann also auch unter dem Existenzminimum liegen. Unternehmen interessiert nur, wieviel Arbeitskräfte kosten insoweit, dass sie zum nächsten Einsatz noch „gebrauchbar“ sind. Dies wurde auch in den Zeiten, als „Arbeit-Geber“ noch sichtbar „Arbeit-Nehmer“ waren, unmissverständlich ausformuliert – mit dem Verständnis, dass
„[…] die Zeit und Kraft des Arbeiters allein dem Arbeitgeber gehörten – als ‚unveränderliche Rechte des Kapitals‘, wie es 1870 im ‚Oberschlesischen Berg- und Hüttenmännischen Verein‘ hieß. Der Arbeitnehmer solle ‚ähnlich wie ein Arbeitstier, wie eine Maschinenkraft geschätzt und belohnt werden, das heißt so mäßig wie möglich. Denn er nützt der Gesellschaft auch nichts weiter wie das Tier und die Maschine, und deshalb ist […] der Lohn […] möglichst herabzudrücken.“
Nach Schumpeter ist mit der Auffassung der Mehrwertentstehung noch eine zweite Problematik verbunden: Die Reduzierung von Arbeit auf Arbeitskraft oder Arbeitszeit und damit eine quantitative Größe. Hier erkannte Schumpeter einerseits, dass bei diesem Herangehen quasi eine „Mechanik“ (S. 41) wirken würde: Das Einsparen von Arbeitskraft aufgrund von „Profitmaximierung“ (S. 38), die Schumpeter den Unternehmern bei seiner Argumentation unterstellt, entstehe der viel diskutierte tendenzielle Fall der Profitrate: Wird ein immer größerer Teil des Mehrwertes in Produktionsmittel investiert und nicht in Arbeit, wird also die Mehrwertquelle dezimiert und folglich muss die Profitrate abnehmen. Trotzdem sei diese viel diskutierte Tendenz empirisch ebenso widerlegt wie die Verelendungstheorie und der ursächliche Grund für diese falsche Erklärung der von Marx richtig erkannten ständigen Entwicklung des Kapitalismus liege an der Verkennung der qualitativen Seite der Arbeit und hier ist die wichtigste bzw. entscheidende die Tätigkeit und damit die Rolle des innovativen Unternehmers:
„Es genügt, dass, wie wir gesehen haben, der Profit jedes einzelnen Betriebes ununterbrochen durch die tatsächliche oder mögliche Konkurrenz neuer Waren oder Produktionsmethoden bedroht wird, die ihn früher oder später in Verlust verwandeln werden. So erhalten wir die erforderliche Triebkraft […].“ (S. 41)
Dafür habe – so Schumpeter – Marx aber bereits Mitte des 19. Jahrhunderts die Tendenz zur Unternehmenskonzentration erkannt und ebenso habe er zur Analyse des Phänomens der Konjunkturschwankungen beigetragen, auch wenn dieser Beitrag nur aus „[…] Beobachtungen und Kommentaren meist zufälliger Art […] “ bestanden habe.

#### „Marx der Lehrer“
In „Marx der Lehrer“ hinterfragt Schumpeter die „Synthese“ von ökonomischen und soziologischen Argumenten bei Marx, da diese Synthese ein wirksames Instrument geworden sei, mit dem sich viele Vorgänge erklären ließen und weshalb dies daher vor allem auch eine bedeutende pädagogische Bedeutung hat (und woraus sich aus der Sicht von Schumpeter die wichtige Rolle von „Marx als Lehrer“ erklärt). Aus den Kernbestandteilen, der „Klassenkampftheorie und der Akkumulationstheorie“ (S. 65), lassen sich nach Schumpeter scheinbar alle möglichen Vorgänge erklären, aber eben nur scheinbar, da dies nur bei oberflächiger Betrachtung funktioniere.
Als Beispiel für solch Vorgänge wählt Schumpeter u. a. die Kolonialisierung. Hier argumentierte er: Diese erfolgte nicht aufgrund des Drucks zunehmender Akkumulation und des daraus resultierenden Sinkens der Profitrate, da die Kolonisation ja schon zu Beginn des 20. Jahrhunderts einsetzte, also vor einem „voll gereiften Kapitalismus“. (S. 67) Auch nennt Schumpeter hier explizit Rosa Luxemburg, welche 1913 die Ausbreitung der Kolonialisierung problematisierte. Dabei vertrat diese aber nicht eine Akkumulationstheorie, wie sie Schumpeter vorstellte, sondern Rosa Luxemburg argumentierte, dass die Ausweitung der kapitalistischen Produktion aufgrund der fehlenden Nachfrage auch bei rein quantitativer Ausweitung der Produktion erfolge, also bei einer Akkumulation ohne der Verschiebung der Kapitalzusammensetzung, durch die der tendenzielle Fall der Profitrate erklärt wird. Die fehlende Nachfrage entsteht nach Rosa Luxemburg bei solch quantitativer Ausweitung, gerade weil dort kontinuierlich neue Arbeitskräfte hinzugezogen werden, die aber das schon Produzierte (noch) nicht kaufen können. Ebenso entstehen so konjunkturzyklische Phänomene, wie dies Schumpeter selbst vertrat, wenn auch aus anderer Sicht. Verteidigt wurde Rosa Luxemburg in dieser Debatte insbesondere von Fritz Sternberg. Auch diesen Namen nennt Schumpeter (S62), aber er geht nicht auf die damaligen Argumentationen der beiden ein.
Auch zu weiteren Vorgängen wie zur nationalen Außenpolitik, zu Protektionismus usw. führt Schumpeter aus seiner Sicht evidente Argumente an, z. B., dass sich bei solch Vorgängen wie Protektionismuspolitik keine Klasseninteressen durchsetzen würden, weil die „Großindustrie“ nur „sehr wenig Einfluß auf die Außenpolitik“ habe. (S. 70) Die amerikanische protektionistische Politik sei keine der „Beherrschung“, sondern resultiere aus dem „glühenden Wunsch, eine eigene Welt aufzubauen“ (S. 69) usw.
Trotz dieser Argumentationen gegen die Kernauffassung von einem zwingenden Ende eines Kapitalismus aufgrund der Tendenz einer fallenden Profitrate endet das Kapitel mit der Feststellung: „Kein ernsthaftes Argument unterstützt je bedingungslos irgendwelchen ‚ismus‘. Sagt man, dass Marx, von Phrasen entkleidet, eine Auslegung im konservativem Sinne zuläßt, so besagt dies nur, dass er ernst genommen werden kann.“ (S. 74)

### Zu Teil 2: Kann der Kapitalismus weiterleben?
Mit der Frage, ob der Kapitalismus weiterleben kann, beginnt der Teil 2 und Schumpeter beantwortet sie mit: „Nein, meines Erachtens nicht.“ (S. 78) Nach einem „Prolog“ entwickelt Schumpeter dazu in zehn Kapiteln seine Argumentation. (Die Kapitel werden in der gesamten KSD fortlaufend gezählt, die ersten vier sind also die schon oben im Teil 1 genannten und Teil 2 beginnt mit Kapitel fünf).
In den Kapiteln fünf („Die Wachstumsrate der Gesamterzeugung“), sechs („Plausibler Kapitalismus“) und sieben („Der Prozess der schöpferischen Zerstörung“) stehen die historischen Leistungen des Kapitalismus im Zentrum sowie das von Schumpeter dabei als entscheidend gesehene Prinzip: die ständige Wandlung des Kapitalismus aufgrund von Innovation und damit Entstehung des Neuen, aber auch der Zerstörung des Alten.

#### Die historischen Leistungen des Kapitalismus
Im fünften Kapitel geht Schumpeter von der Diagnose aus, dass es (zu der damaligen Zeit) kein Selbstverständnis sei, die Leistungen des Kapitalismus anzuerkennen – im Gegenteil: Es herrsche eine „[…] Atmosphäre der Feindschaft gegenüber dem Kapitalismus". (S. 79) Dem ist aber entgegenzuhalten, dass der Kapitalismus zum „ersten Prüfstein“ (S. 79) der „Gesamterzeugung“ sowie der „Wachstumsrate der Gesamterzeugung“ sehr gut abschneidet und das mit ziemlicher „Plausibilität“ dieser Erfolg auch fortgeführt werde (S. 79). Die Weltwirtschaftskrise sei nicht Ausdruck eines Versagens, sondern der Art ihres Funktionierens, zu dem zyklische Prosperitätsphasen genauso gehören wie umgekehrt depressive Phasen. Die besondere Schwere der Wirtschaftskrise sei nur durch den Umstand entstanden, dass hier drei Wellentäler der drei Zyklen – die der langen Wellen des „Kondratjew-Zyklus“ (S. 85), der mittleren Wellen des „Juglar-Zyklus“ und die der kurzen Wellen des „Kitchin-Zyklus“ – zusammengetroffen seien. Allerdings gehöre es zu dieser Plausibilität, die Doktrin von einem angeblichen Gleichgewicht aufzugeben und ebenso die Vorstellung, dass Konkurrenz die von vielen kleinen Betrieben untereinander sei. Sondern zu einem entwickelten Wirtschaftsorganismus gehört die Herausbildung von oligopolistischer und monopolistischer Konkurrenz (S. 101). Durch den Prozess der schöpferischen Zerstörung wird dieser Prozess weiter vorangetrieben. Dabei ist also ebenso die alte Vorstellung aufzugeben, es gäbe nur eine (quantitative) Preiskonkurrenz, denn ebenso wesentlich ist die (qualitative) Konkurrenz um Neuheit – der „[…] neuen Ware, der neuen Technik, der neuen Versorgungsquelle, des neuen Organisationstyps […]“ (S. 107). Diese Konkurrenz wirkt nicht nur unmittelbar, sondern besteht als „allgegenwärtige Drohung […]“. "Sie nimmt in Zucht, bevor sie angreift.“ (S. 108) „Gerede über Konkurrenzsorgen“ seien daher „Spiegelfechtereien“.(S. 108)

#### Zu nicht zutreffenden Argumenten gegen eine Fortsetzung des weiteren kapitalistischen Erfolges
In den Kapiteln acht bis zehn argumentiert Schumpeter gegen Auffassungen, mit denen die Fortsetzung des kapitalistischen Erfolges infrage gestellt werden und die aus seiner Sicht aufzugeben seien. In „Monopolistische Praktiken“ (achtes Kapitel) wird dazu herausgestellt, dass Großunternehmen die kapitalistische Entwicklung nicht erstarren lassen, sondern gegenteilig „zum kräftigsten Motor dieses Fortschritts und insbesondere der langfristigen Ausdehnung der Gesamtproduktion geworden […]“ seien (S. 137). In „Schonzeit“ (neuntes Kapitel) wird gegen die Auffassung argumentiert, dass „Der Staat“, „das Gold“, „die Bevölkerungsvermehrung“, die Eroberung von „Neuland“ sowie der „technische Fortschritt“ nur externe Faktoren seien, die also für eine Erklärung des Erfolges des Kapitalismus nur bedingt herangezogen werden können. Denn diese seien keine externen Faktoren, sondern dem Kapitalismus inhärent. (S. 139–144) Im neunten Kapitel („Das Schwinden der Investitionschance“) wird gegen diese Auffassung argumentiert und hier entlang der Argumente „Bevölkerungsrückgang“, „einmalige Gegebenheiten“, „schwindender technischer Fortschritt“, eine zunehmend gesättigte „Produktionsmittelausstattung“ sowie „Abnahme von Investitionsgelegenheiten“. (S. 140–143)

#### Die Gründe des Scheiterns des Kapitalismus
Ab dem elften Kapitel („Die kapitalistische Zivilisation“) wechselt Schumpeter in der Argumentation von der ökonomischen Ebene zu der Ebene, die er „soziologisch-psychologischer Überbau“ (S. 159) nennt. Die Bezeichnung „Überbau“ versteht Schumpeter als marxschen Begriff, aber in seiner Kernaussage bezieht sich Schumpeter dabei auf den französischen Philosophen und Ethnologen Lucien Lévy-Bruhl und dessen These, „[…] dass die ‚ausführenden’ Funktionen des Denkens und die geistige Struktur des Menschen zumindest teilweise durch die Struktur der Gesellschaft bestimmt sind […]“ (S. 159) In diesem Kapitel und den weiteren (12tes Kapitel: „Bröckelnde Mauern“, 13tes Kapitel: „Wachsende Feindseligkeit“, 14tes Kapitel: „Zersetzung“) begründet Schumpeter, warum der Kapitalismus trotz seines Erfolges scheitern müsse.
Im elften Kapitel („Die kapitalistische Zivilisation“) legt Schumpeter dazu dar, dass das dynamische kapitalistische System nicht nur die Wirtschaftsstrukturen transformiert, sondern mit dieser Transformation wird auch die moderne Zivilisation selbst transformiert und das heißt, der „Geist des rationalistischen Individuums“ (S. 163) etabliere sich. Ideologie „[…] verdorrt im Bureau verständlicherweise zwischen all den Zahlenreihen.“ (S. 168) Mit dieser Wandlung gehen drei Tendenzen einher, die im zwölften Kapitel: („Bröckelnde Mauern“) beschrieben werden:
1. Mit dem „automatisierten“ Fortschritt würde der Unternehmer seiner Funktion beraubt. Er macht sich selbst überflüssig. Die „bürokratisierte industrielle Rieseneinheit“ (S. 175) verdrängt den Unternehmer.
2. Ebenso würden die zur Herrschaft Befähigten als „schützende“ Schichten eines Volkes verschwinden. Die jüngere Geschichte zeige daher, dass bürgerliche Regierungen versagen müssen (S. 179).
3. Ebenso würde mit den „Riesenunternehmen“ „[…] das Fundament des Privateigentums und des freien Vertragsrechts“ (S. 183) zerstört, nicht nur, weil alle kleinen und mittelgroßen Unternehmen und somit ihre Eigentümer verschwinden, sondern auch, weil selbst in Großunternehmen der Eigentümer abgelöst wird durch bezahlte „Vollzugsorgane“, die eine „Angestelltenhaltung“ einnehmen sowie durch Aktionäre, für die Unternehmen nur noch eine Einkommensquelle sind. (S. 184) Denn mit der Trennung von Unternehmer und Eigentum verschwinde auch die Identifikation und Verantwortung. Somit wird der „[…] institutionelle Rahmen der kapitalistischen Gesellschaft […]“ (S. 182) zerstört.
Mit diesem Prozess einher geht, wie dann im dreizehnten Kapitel beschrieben, eine „wachsende Feindseligkeit“:
1. Wenn keine „gefühlsmäßige Anhänglichkeit“ mehr zum System besteht, führe der steigende Lebensstandard der Arbeiter zu Muße und damit zur „Erzeugung sozialer Unruhe“. (S. 190)
2. Diese soziale Unruhe wird bewusst erzeugt seitens der wachsenden Zahl der Intellektuellen, die zum Kapitalismus feindselig eingestellt sind, weil sie zwar von den erhöhten Bildungschancen eines entwickelten Kapitalismus profitieren würden, aber in diesem keinen adäquaten Platz finden könnten und ihre Unzufriedenheit daher gegen das System richten. Eine Feindseligkeit aus moralischer Entrüstung über Ungerechtigkeiten als Motiv lehnt Schumpeter als Begründung ab mit dem Argument, dass diese dann hätte abnehmen müssen in der letzten Zeit, weil ja der Kapitalismus gerade in dieser immer erfolgreicher wurde. (S. 200) (Hier wird also nicht zwischen insgesamter Elendsabnahme und abnehmender Ungerechtigkeit unterschieden).
3. Ebenso würden diese Intellektuellen als Nicht-Führende „in der zweiten Reihe“ für die kapitalismusfeindliche Haltung in der Politik und Verwaltung sorgen, in der sie hauptsächlich tätig sind.
Im vierzehnten Kapitel („Zersetzung“) legt Schumpeter seine Auffassung dar, dass der in Kapitel elf bis vierzehn beschriebene soziologisch-physiologische Wandel letztlich zur Zersetzung der Gesellschaft führt, indem
1. die „industrielle Dynastie“ aufhört, zu funktionieren. (S. 205),
2. die bürgerliche Familie zersetzt wird und damit
3. gehe der Einzelne auch der „[…] kapitalistischen Ethik verlustig, welche für die Zukunft zu arbeiten einschärft […]“. (S. 211)

### Zu Teil 3: Kann der Sozialismus funktionieren?
Wie im Teil zwei stellt Schumpeter zu Beginn die Frage und beantwortet sie dann. Zu: Kann der Sozialismus funktionieren? heißt es von ihm: „Selbstverständlich kann er es.“ (S. 219)
Unter Sozialismus versteht Schumpeter ein „institutionelles System“, in dem „[…] die Kontrolle über die Produktionsmittel und über die Produktion selbst einer Zentralbehörde zusteht.“ (S. 220) Dabei geht er davon aus, dass es sich bei Sozialismus „[…] um etwas ausschließlich Wirtschaftliches handelt.“ (S. 222) Denn: „Jeder Sozialist will die Gesellschaft vom wirtschaftlichen Winkel her revolutionieren und alle Segnungen, die er erwartet, sollen sich durch eine Veränderung in den wirtschaftlichen Institutionen ereignen.“ (S. 222) Zwar strebe ein Sozialismus „[…] selbstverständlich nach höheren Zielen als vollen Bäuchen […]“ (S. 223). Aber diese seien nicht vorgängig definierbar, so dass von einer „[…] kulturellen Indeterminiertheit des Sozialismus […]“ (S. 224) auszugehen sei.
In: 15tes Kapitel („Gefechtsvorbereitungen“), 16tes Kapitel („Der sozialistische Grundplan“), 17tes Kapitel („Ein Vergleich der Grundpläne“), 18tes Kapitel („Das menschliche Element“) sowie 19tes Kapitel („Übergang“) legt Schumpeter dann seine detaillierten Ansichten zu einem funktionierenden Sozialismus dar. Prinzipiell sei dieser (in: „Der sozialistische Grundplan“) ökonomisch möglich, weil auch im Sozialismus eine Bepreisung von Gütern entsprechend der Nachfrage möglich ist und über diese könne daher auch indirekt die Bewertung der dafür notwendigen Produktionsgüter erfolgen.(S. 231) Ein friedlicher Übergang vom entwickelten Kapitalismus mit seinen Riesenunternehmen hin zu einem Sozialismus erleichtert die dabei auftretenden Koordinierungsherausforderungen, weil dann von entsprechend schon vorliegenden Erfahrungen ausgegangen werden kann. (S. 235) Dabei ist der Sozialismus dem Kapitalismus überlegen (in: „Ein Vergleich der Grundpläne“), weil im Sozialismus den Problemen von Überschuss und Nichtauslastungen einschließlich Arbeitslosigkeit besser begegnet werden könne und somit Anpassungsenergien verringert werden. (S. 239)
Zum Problem der Motivation und Verantwortung heißt es (in: „Das menschliche Element“), dass dieses über ein entsprechend ausgestaltetes Anreizsystem gelöst werden könne. Allerdings seien hier auch Maßnahmen „autoritärer Disziplin“ nötig, vor allem gegenüber „unternormal Leistungsfähigen“, unter denen Schumpeter nicht nur Menschen mit Leistungsdefiziten versteht, sondern ebenso Menschen, die „[…] moralische und willentliche Defekte […]“ hätten und ca. 25 % der Bevölkerung ausmachen würden. (S. 280) Im neunzehnten Kapitel „Übergang“ werden die Varianten der „[…] reifen und der vorzeitigen Sozialisierung […]“ (S. 289) diskutiert, hier an den Beispielen USA 1932 und England 1938. Dieses Kapitel schrieb Schumpeter 1938 und bemerkt dazu, dass er es – trotz des sich abzeichnenden Krieges, der Folgen haben wird – absichtlich nicht korrigiert habe. (S. 305)

### Zu Teil 4: Sozialismus und Demokratie
Im Teil vier äußert sich Schumpeter zu seinen Vorstellungen zu Sozialismus und Demokratie, in: 20tes Kapitel („Die Problemstellung“), 21tes Kapitel („Die klassische Lehre der Demokratie“), 22tes Kapitel („Eine andere Lehre der Demokratie“), 23tes Kapitel („Die Schlussfolgerung“).
Im zwanzigsten Kapitel („Die Problemstellung“) verweist Schumpeter unter der Teilüberschrift „Die Diktatur des Proletariats“ darauf, dass Sozialismus nicht gleich Demokratie im klassischen Verständnis bedeute. Und das Argument eines „[…] Ausschalten der Demokratie in der Übergangsperiode […]“ biete nur eine „[…] ausgezeichnete Gelegenheit […]“, dem Problem der Demokratie „[…] aus dem Wege zu gehen.“ (S. 311).

#### Demokratie als Methode
Demokratie müsse hingegen generell nicht als ein zu erreichendes Ziel verstanden werden, sondern als Methode, als eine „[…] Art institutioneller Ordnung, um zu politischen – legislativen und administrativen – Entscheidungen zu gelangen […]“ (S. 318).
Dass Demokratie kein Ziel oder Ideal ist, wird nach ihm durch das „Denkexperiment“ (S. 316) begründet, nach dem vorstellbar ist, dass in einer Gesellschaft auf demokratischem Wege im Sinne eines Volksentscheides „[…] die Verfolgung von Christen, das Verbrennen von Hexen und das Hinmorden von Juden […]“ (S. 318) möglich ist. Auch im Kapitalismus würde zu dessen Abschaffung im Namen der Demokratie befürwortet, dabei undemokratisch und wie zu Zeiten der Hexenverbrennung vorzugehen, womit diejenigen, die das im Namen eines Ideals tun, hinsichtlich ihrer Argumentationsreichweite nur „im gleichen Boot“ (S. 318) säßen. Daher lehnt Schumpeter das Argument ab, dass „der Wille des Volkes“ maßgebend sein muss, denn der kann „[…] verbrecherisch oder dumm […]“ sein. In diesem Fall – so Schumpeter noch deutlicher – sei auch „[…] viel natürlicher, vom Pöbel statt vom Volk zu sprechen und seine verbrecherischen Anlagen oder seine Dummheit mit allen verfügbaren Mitteln zu bekämpfen.“ (S. 318–319)

Nach dieser Kritik entwickelt Schumpeter seine Vorstellung zu Demokratie und hier ausgehend von den Kernfragen, die in jeglicher Demokratiedefinition gestellt werden: wer herrscht („demos“) und was bedeutet herrschen („kratein“). (S. 320) Die „Klassische Lehre der Demokratie“ (Kapitel 21) beantwortet diese Fragen nach Schumpeter mit der Auffassung: 
„[…] die demokratische Methode ist jene institutionelle Ordnung zur Erzielung politischer Entscheide, die das Gemeinwohl dadurch verwirklicht, dass sie das Volk selbst die Streitfragen entscheiden läßt und zwar durch die Wahl von Personen, die zusammenzutreten haben, um seinen Willen auszuführen.“ (S. 329).
Gegen diese Definition wendet er ein, dass es ein „Gemeinwohl“ nicht gäbe und selbst wenn rational eine höchstmögliche Wohlfahrt angenommen würde, sei das Problem nicht gelöst, weil das Erreichen dieser nicht dem Willen aller entsprechen muss und einen „Volkswillen“ gibt es nicht (S. 332), sondern dieser wird politisch gebildet.

#### Demokratie als Konkurrenzkampf um die politische Führung
Daher müsse (in: 21tes Kapitel: „Eine andere Theorie der Demokratie“) Demokratie als „[…] Konkurrenzkampf um die politische Führung […]“ (S. 355) begriffen werden. Dadurch, dass man nicht davon ausgehen kann, dass ein Volk einer festen Ansicht ist und Vertreter wählt, die diese Ansicht verwirklichen, müsse man die Rollen vertauschen: Vertreter haben bestimmte Ansichten und konkurrieren mit diesen um die Stimmen des Volkes. Die neue Definition lautet also: 
„[…] die demokratische Methode ist diejenige Ordnung der Institutionen zur Erreichung politischer Entscheidungen, bei welcher einzelne die Entscheidungsbefugnis vermittels eines Konkurrenzkampfs um die Stimmen des Volkes erwerben.“ (S. 355) 
Da soziale Ziele nur durch ökonomische Ziele erreichbar sind, muss zudem eingesehen werden, dass eine „[…] soziale Funktion, so wie die Dinge nun einmal liegen, nur nebenher erfüllt wird im gleichen Sinne wie die Produktion eine Nebenerscheinung beim Erzielen von Profiten ist.“ (S. 373) Ebenso ist in einer demokratischen Politik bei dem sozialen Ziel, Gesetze und Verwaltungsmaßnahmen hervorzubringen, „[…] vom Konkurrenzkampf um Macht und Amt […]“ auszugehen. (S. 373)
Im 23ten Kapitel: „Die Schlussfolgerung“ werden von Schumpeter die Konsequenzen erläutert, die sich aus seiner gegebenen Demokratieauffassung ergeben. Hier schlussfolgert er: „Demokratie ist die Herrschaft des Politikers“ (S. 376) und dies sind Berufspolitiker, da diese nur dann in ihrer Rolle als Konkurrenten im Kampf um Wählerstimmen bestehen können. Dabei könne davon ausgegangen werden, dass sie wie ein Geschäftsmann dabei „Ehrgeiz“, „Pflichtgefühl oder Ideale“ haben (S. 377).
Allerdings kann ein Politiker in einer Demokratie dann „[…] mit einem Reiter verglichen werden, der durch den Versuch, sich im Sattel zu halten, so völlig in Anspruch genommen wird, dass er keinen Plan für seinen Ritt aufstellen kann […].“ (S. 378) Wird Demokratie aber mit Sozialismus verbunden, würde dies verhindert, weil dann der Einfluss des „politischen Elementes“ zwar auch über die „Anstellungsbefugnis“ des Berufspolitikers realisiert würde. Aber diese bräuchten diesen „[…] nicht in einem Ausmaße geltend zu machen, das mit der Leistungsfähigkeit unvereinbar ist.“ (S. 397)
Generell müsse – so Schumpeter abschließend – davon ausgegangen werden, dass in einer sozialistischen Demokratie die Probleme, die vorher „[…] durch das Vorhandensein einer politischen Klasse mit stabilen Traditionen […]“ (S. 399) gelöst wurden, nun von Berufspolitikern gelöst werden.
Aber es bleibe auch die „Versuchung“ für Menschen, […] die die ungeheure, der sozialistischen Organisation inhärente Macht über die Bevölkerung vor Augen haben. (S. 399) Daher bedeute letztlich „[…] die wirksame Leitung der sozialistischen Wirtschaft nicht die Diktatur durch, sondern über das Proletariat in den Fabriken.“ (S. 399; Hervorhebung durch Schumpeter selbst). Die Proletarier müssten in „strenger Disziplin“ gehalten werden. Diese könnten zwar ihre Souveränität nutzen, damit diese Disziplin gelockert wird, aber umgekehrt könnten auch „[…] Regierungen, denen die Zukunft der Nation am Herzen liegt, von dieser Disziplin Gebrauch machen, um jene Souveränität zu beschränken.“ (S. 399) Mit diesem Verständnis zu (s)einer sozialistischen Demokratie gelangt Schumpeter daher zu der abschließenden Bemerkung: „Praktische Notwendigkeit mag dazu führen, daß sich die sozialistische Demokratie letzten Endes als größerer Trug erweist, als es die kapitalistische Demokratie je gewesen ist.“ (S. 399)

### Zu Teil 5: Eine historische Skizze der sozialistischen Parteien
Im Teil 5 geht Schumpeter auf seine Sicht zu den sozialistischen Parteien ein und hier nach einer historischen Reihung: 24tes Kapitel („Die Frühzeit“), 25tes Kapitel („Die Situation, in der Marx sich befand“), 26tes Kapitel („Von 1875 bis 1914“), 27tes Kapitel („Vom Ersten zum Zweiten Weltkrieg“), 28tes Kapitel („Die Folgen des Zweiten Weltkrieges“). Insbesondere in den Kapiteln 24, 25 und 26 wird die Geschichte der Sozialistischen Bewegungen dabei so dargestellt, dass Sozialdemokratische Kräfte, die Realpolitik betreiben, als die „echten“ sozialistischen Parteien verstanden werden in Abgrenzung von marxistischen Parteien.

#### Die Rolle der sozialistischen Parteien im schumpeterschen Sinne als „realpolitische“ Kräfte
In „Die Frühzeit“ kehrt er die marxsche Wertung, dass frühe Sozialisten „utopische“ gewesen seien, um. Sie hätten durchaus „rationalisierte Träume“ (S. 407) gehabt, „Bausteine und Werkzeuge“ für Verbesserungen (S. 408) geliefert und auch den „Kontakt zu Massenbewegungen“ (S. 409) gepflegt. Daher habe es „[…] mehr Realismus in den Ideen der Utopisten und mehr unrealistische Träumereien in den Ideen von Marx […]“ gegeben (S. 411), als Sozialisten bereit seien, zuzugeben.
Warum dies so war, begründet Schumpeter in: „Die Situation, in der Marx sich befand“, mit starkem persönlichen Bezug und einer eigenen Interpretation dazu: Der „entwurzelte Intellektuelle“ habe seine eigene Klasse abgeschüttelt und „[…] wurde von ihr abgeschüttelt […]“ (S. 413). So wurde er ein „[…] Internationalist im Gefühl […]“, aber als Intellektueller fehlte ihm der Bezug zu den Massen und er konnte sie in seiner Situation auch nicht organisieren. Zudem habe Marx – im Gegensatz zu z. B. Ferdinand Lassalle – nicht „[…] die Zusammenarbeit mit dem damals existierenden Staat […]“ gesucht oder „[…] den persönlichen Kontakt […]“ zu „[…] Bismarck oder dem König von Bayern […]“, wie Lassalle dies tat.
Zu den Kernfragen – die „Haltung zur Politik“ sowie ein eigenes Programms – hatte Marx daher eine „[…] logische Position […]“ bezogen, die „unanfechtbar“ war (S. 418). Diese lautete: Echte Sozialisten müssten sich weigern, an den realpolitischen „Scheinverbesserungen“ teilzunehmen, denn: „Alles Positive, was in der verkommenen Atmosphäre des Kapitalismus getan wurde oder würde, war ipso facto verdorben.“ (S. 419–420)
Da dies aber allein nicht auf Dauer durchhaltbar gewesen sei und Marx daher mit dem Problem einer eigenen Programmatik konfrontiert war, habe er 1847 diesen „[…] lgordischen Knoten […]“ (S. 420) dadurch zerschlagen, dass er nun ein eigenes Programm herausbrachte zusammen mit Friedrich Engels (Das Manifest der Kommunistischen Partei). Dieses zähle nach Schumpeter ganz unlogisch eine Reihe von „[…] unmittelbaren Zielen der sozialistischen Politik auf […]“, von denen jedes einzelne auch „[…] in einem nichtsozialistischen Programm […]“ stehen könne. Demgemäß behauptet Schumpeter: „[…] das Auffällige an diesem Programm ist das Fehlen jeglicher Forderung, die wir als typisch oder ausschließlich sozialistisch anerkennen sollten […]“. (S. 420)
(Bekanntlich ist im „Manifest der Kommunistischen Partei“ der direkte Aufruf zum „[…] gewaltsamen Umsturz aller bisherigen Gesellschaftsordnung […]“ enthalten und dementsprechend endet das Manifest auch mit den Worten: „Mögen die herrschenden Klassen vor der kommunistischen Revolution zittern. Die Proletarier haben nichts in ihr zu verlieren als ihre Ketten. Sie haben eine Welt zu gewinnen.“ Das Schumpeter dies wusste, zeigt er, indem er später (S. 490) das „ultimative Ziel“ der damaligen kommunistischen Bewegungen adressiert und dabei aus dem Manifest der Kommunistischen Partei zitiert).
Ausgehend von der Behauptung, die damaligen sozialistischen Bewegungen haben über kein wirkliches eigenes Programm verfügt, werden dann zu den reformerischen Bewegungen dieser Zeit die marxschen Positionen als (nur) „Manöver und Kompromisse“ (S. 422) interpretiert.
Zu der Zeit „Von 1875 bis 1914“ im 26ten Kapitel werden die Ereignisse von Schumpeter ebenfalls ausgehend von dem Grundverständnis dargelegt, zwischen marxschen Auffassungen und „echten“ sozialistischen Ausprägungen zu unterscheiden, wobei er unter letzteren praktizierte Reformpolitik versteht (was er an anderer Stelle auch „orthodoxen Sozialismus“ nennt, z. B. S. 448, S. 491). So sieht er z. B. die Gründung der Sozialistischen Arbeiterpartei (SAP) 1875 als Zusammenschluss aus der Sozialdemokratischen Arbeiterpartei (SDAP) und des Allgemeinen Deutschen Arbeitervereins (ADAV), aus der 15 Jahre später die Sozialdemokratische Partei (SPD) wurde, als „[…] erste rein sozialistische Partei […]“ in Deutschland an. „Reine“ bzw. „echte“ Sozialisten waren für Schumpeter die, die „[…] konkrete Politik […]“ machen und „[…] darauf abzielen, bei einem grundlegenden Umbau der Gesellschaft zu helfen […].“ (S. 429)
Mit dieser Sicht wird dann auf die Entstehung der sozialistischen Parteien in Schweden, in Russland, in den Vereinigten Staaten, in Frankreich, in Deutschland und in Österreich detailliert eingegangen sowie auf die Entstehung der II. Internationale. Insgesamt sind die Ausführungen zu den Parteientwicklungen sehr detailreich, beschreiben Entwicklungen, führende Persönlichkeiten, Abspaltungen, Regierungsbeteiligungen usw. Dabei war jeweils der Grad einer reformerischen aktiven Realpolitik von aktiven Parteiführern der Maßstab und ebenso Schumpeters Vorstellung von einer Struktur der Gesellschaft, bei der er grundsätzlich in Unternehmer (in der Politik ähnlich wie in der Wirtschaft), Intelligenz und Massen (und dabei beide mit deutlicher Negativwertung) unterschied.
Mit diesem Herangehen heißt es z. B. zur Sozialistischen Partei Schwedens, diese sei langsam herangewachsen und ohne großen „[…] Widerspruch zwischen Intellektuellen und Arbeitern […]“ (S. 431), denn da „[…] Schweden ein relativ geringes Angebot an arbeitsunfähigen Intellektuellen produziert […]“ habe „[…] als andere Sozialorganismen […]“, hätte dies zur Folge gehabt, dass dort „[…] verärgerte und ärgerliche Intellektuelle nicht so zahlreich sind wie anderswo.“ (S. 429–430); in Russland hingegen habe „[…] eine Gruppe von Intellektuellen, die den Pöbel anführt […]“, die Macht durch einen Staatsstreich erlangt (S. 317); in Amerika mit einer Arbeiterbewegung und Arbeiterführung ohne lange Tradition führte die Entwicklung in einen Syndikalismus, gegen den dann Gesetze erlassen wurden (S. 455) usw.
Im 27ten Kapitel („Vom Ersten zum Zweiten Weltkrieg“) zeichnete Schumpeter erstens die Haltung der Sozialistischen Parteien zum Kriegsbeginn nach, als es zur Spaltung in Kriegsbefürworter und Kriegsgegner kam. Zweitens beschrieb er die Situation und Entwicklung der Sozialistischen Parteien nach dem Ersten Weltkrieg. In diesem Abschnitt finden sich auch seine Positionen zur russischen Entwicklung, insbesondere ab 1927, als Leo Trotzki aus der Partei ausgeschlossen wurde und so „[…] der Aufstieg Stalins zur absoluten Macht […]“ (S. 476) erfolgte. Für Schumpeter war Stalin ein „Despot“ (S. 476), aber ebenso hieß es von ihm „machtlogisch“ dazu: „[…] das wirklich Schreckliche am Stalin-Regime ist nicht das, was es Millionen von Opfern angetan hat, sondern die Tatsache, dass es dies tun musste, wenn es überleben wollte.“ (S. 478; Heraushebung von Schumpeter).
Drittens beschrieb Schumpeter das Funktionieren der sozialdemokratischen politischen Kräfte, die nach 1918 teils Regierungsmacht erhielten, und interpretierte dies als ein „Kapitalismus verwalten“. Warum es zu der Situation kam, dass es sozialdemokratische Beteiligung in Regierungen bzw. sozialdemokratische Regierungen gab, führte Schumpeter auf das Erodieren des „Überbaus“ zurück: In der damaligen historischen Situation ab 1918 habe sich die von Marx postulierte Situation umgekehrt: Nicht der „ökonomische Motor“ war zusammengebrochen, sondern die bürgerliche Welt: „Der Überbau hatte sich schneller bewegt als der Antriebsmechanismus. Es war eine äußerst unmarxsche Situation.“ (S. 480)
Mit der Konzentration auf die Situation der damaligen – in seinem Sinne sozialistischen – Kräfte und die Fokussierung auf deren parteiliche Entwicklungen und Parteiführer beschreibt Schumpeter (ohne den weiteren politischen Kräfte und deren Wirken Raum zu geben) die damaligen sozialdemokratischen Kräfte als die, die die Gesellschaften damals de facto so gut wie möglich „verwaltet“ haben. Auffällig ist dies Herangehen besonders zu den Ausführungen zur Entwicklung in Deutschland, da so der Aufstieg der Nationalsozialisten fehlt, obwohl das Kapitel laut Überschrift die Zeit bis zum Zweiten Weltkrieg, also 1939, behandelt. Zu den Änderungen in Deutschland heißt es nur allgemein, dass Finanzprobleme die „[…] Position selbst des anziehendsten Führers untergraben […]“ (S. 489) hätten.
Im letzten Unterabschnitt des 27ten Kapitel beschreibt Schumpeter (verfasst 1942) die mögliche zukünftige Situation der sozialistischen Parteien. Dabei geht er von zwei möglichen Kriegsergebnissen aus: 1tens die russischen Armee als Sieger. Zur Frage einer dann möglichen russischen Weltherrschaft heißt es, es sei „[…] nicht sicher, dass das Eigeninteresse der russischen Autokratie in dieser Richtung […]“ liegen wird. (491) Träfe das aber ein, wäre, so wie auch im Fall eines Sieges des Nationalsozialismus, das „[…] Schicksal des orthodoxen Sozialismus und all dessen, wofür er steht, besiegelt.“ (S. 491)
Im 2ten Fall, einem Sieg des angloamerikanisch-russischen Bündnisses, würde Amerika und England „[…] alle Ehre zukommen […]“ und eine „[…] Art angloamerikanische Herrschaft […]“ als „Ethischer Imperialismus“ entstehen. (S. 493) Dies bedeute ebenso eine entsprechende militärische Gewalt und die „[…] Kontrolle und Bewachung der Welt […]“, was mit kleinen sozialdemokratisch geführten Staaten in Europa am besten gelänge. Daher habe der dortige orthodoxe Sozialismus die Chance, wieder zu erstarken. (S. 492) Auch generell bedeute der „[…] gegenwärtige Großbrand – unvermeidlich, überall und unabhängig vom Ausgang des Krieges – einen weiteren großen Schritt in Richtung der sozialistischen Ordnung.“ (S. 492) Denn dies habe schon die Zeit nach dem Ersten Weltkrieg gezeigt.

#### Die Folgen des Zweiten Weltkrieges
Das 28te Kapitel „Die Folgen des Zweiten Weltkrieges“ wurde 1949 von Schumpeter verfasst und in der amerikanischen zweiten Auflage das erste Mal mit veröffentlicht.
Den ersten Unterabschnitt, der die Überschrift trägt: „Mundus regitur parva sapientia“ („Mit wenig Weisheit wird die Welt regiert“), beginnt Schumpeter mit der Feststellung, dass seine 1942 getätigte Vorhersage eingetreten ist und es einen „[…] weiteren großen Schritt zur sozialistischen Ordnung […]“ (S. 495) gegeben habe. In den weiteren drei Unterabschnitten („England und der orthodoxe Sozialismus“, „Ökonomische Möglichkeiten in den Vereinigten Staaten“ und „Russischer Imperialismus und Kommunismus“) werden von Schumpeter zu den genannten Problemkreisen drei wesentliche Kernaussagen getroffen:
(1) Aufgrund der Reformpolitik der englischen Labor Party ab 1945 seien die Chancen zur „politischen Methode der Demokratie“ in England am größten und in den anderen europäischen Ländern sei die Situation ähnlich;
(2) Die Vereinigten Staaten haben aktuell das weltweit ökonomisch größte Potential, welches aber durch die Politik des New Deal beschränkt würde. Dies erfolge auf mehreren Wegen: Schon vor 1945 erfolgte eine „[…] nicht wahrgenommene Enteignung […]“ (S. 501) der oberen Einkommensgruppen durch eine entsprechende Steuer- und Lohnpolitik.
(Die Einnahmen daraus werden von Schumpeter mit direktem Bezug zur „marxistischen Terminologie“ (S. 501) als „Mehrwert“ bezeichnet, womit er seinen eigenen Ausführungen im Teil Eins widerspricht, wo er den Mehrwert als Differenz zwischen unbezahlter und bezahlter geleisteter Arbeit von Lohnabhängigen definierte (S. 32–33)).
Hinzu kämen zu hohe Lohnsätze (S. 508), ebenso würde zu viel Arbeitslosengeld gezahlt (S. 507), den Unternehmen Wettbewerbsbeschränkungen auferlegt (S. 510) usw. Letztlich bedeute die aktuelle Politik des New Deal „[…] nichts anderes als Unheil […]“ (S. 507). Sie sei „irrational“ (S. 508), denn sie schränke die ökonomischen Möglichkeiten Amerikas ein.
(3) In Russland sind nach Schumpeter im stalinschen Regime, das er als „militärische Autokratie“ ansieht (S. 531), die Menschen ihrer elementaren Menschenrechte beraubt (S. 526) und er kritisiert die USA und ihre Außenpolitik, da sie nichts unternehme. Die Selbstbezeichnung des stalinistischen Regimes als „demokratischer Sozialismus“ sei eine „[…] Beleidigung unserer Intelligenz […]“ (S. 531), aber dies gelänge Stalin durch sein Einparteiensystem und der Unterdrückung der Pressefreiheit. Da für Unterdrückung und Machtkonzentration nach Schumpeter auch entsprechende persönliche Eigenschaften notwendig sind, sieht er Stalin auch entsprechend als „[…] Feind von größter Fähigkeit […]“ (S. 529), aber auch als „Genie“ (S. 524). Der Abschnitt endet mit dem Hinweis, zur Skizzierung der Lage in Russland verwende er bewusst keine „[…] möglicherweise anfechtbare Daten […]“ wie z. B. Informationen über „[…] Mord innerhalb der eroberten oder kontrollierten Länder, Sträflingskolonnen in Georgien und Konzentrationslager […]“. Es reichen die mit russischen Quellen dokumentierbaren Fakten, um zu zeigen, dass ein Reden über Russland als sozialistisches Land heißt, die „[…] russische mit der sozialistischen Frage zu verwechseln […].“ (S. 532)

## Publikationsgeschichte und Rezeption
Das Buch „Kapitalismus, Sozialismus und Demokratie“ ist unter allen Publikation von Joseph A. Schumpeter die mit Abstand erfolgreichste und war bis 1990 bereits in 16 Sprachen übersetzt worden. In der Politikwissenschaft wird KSD als Schlüsselwerk geführt, da es als einer der „[…] Wegbereiter der einflussreichen Ökonomischen Theorie der Demokratie […]“ gilt. Karl Schiller zählte KSD zu den „[…] großen Werken der Ökonomie und der Sozialwissenschaften […]“. Mit Bezug auf KSD erschienen mehrere Sammelbände, englischsprachig 1981 und 1993 sowie deutschsprachig 1993.
Eine generelle Erklärung zum Erfolg der KSD ist die, dass Schumpeter mit dieser 1942, als sie erschien und in der er die Frage nach der Zukunft des Kapitalismus stellt, ein Problem thematisierte, dass vor allem ab 1945 politisch drängend wurde. Denn es war die Zeit, als die Frage nach der zukünftigen Wirtschaftsordnung und ebenso ein Konsens des „nicht weiter so“ bestand, wie z. B. das Ahlener Programm der CDU 1947 zeigte, in dem eine Abkehr von „kapitalistischem Gewinn- und Machtstreben“ gefordert wurde. Schumpeter hatte mit seinen Fragen „den Nerv der Zeit“ getroffen, wie es Heinz D. Kurz in seiner Einleitung formulierte.
Gleichzeitig wurden die Auffassungen Schumpeters von Anfang an konträr diskutiert. So stimmte z. B. Joan Robinson der These Schumpeters zu, dass die Entstehung von Monopolen im Kapitalismus kein Makel, sondern ein wesentlicher Faktor seiner Entwicklung sei und bescheinigte Schumpeter einen „[…] highly original and personal point of view […]“. Für Waldemar Gurian hingegen ist KSD trotz aller interessanten Details ein Misserfolg. Er verweist dabei z. B. auf die Inkonsistenz, dass Schumpeter in seinen Ausführungen zur sozialistischen Bewegung fortwährend die Sozialdemokraten lobt, die doch aber gleichzeitig nach seiner Ansicht gerade die US-Wirtschaft ruinieren mit ihrer New-Deal-Politik. Insgesamt wirft er Schumpeter in seinem Herangehen Einseitigkeit vor und dass der Faschismus im gesamten Buch nur einmal erwähnt wird, so dass die Auslassungen dem ganzen Buch einen unrealistischen und künstlichen Charakter verleihen und der Eindruck entsteht, Schumpeter lebe in der Welt vor 1914.
Solch differenzierte Rezeptionen zur Ansicht Schumpeters gerade zur Entwicklung der sozialistischen Bewegungen, wie sie englischsprachig nach 1942 erschienen, waren im deutschsprachigen Raum zur damaligen Zeit allerdings gar nicht möglich. Dies war der besonderen Publikationsgeschichte der deutschsprachigen Ausgaben von „Capitalism, Socialism and Democracy“ geschuldet. Denn in diesen fehlte der Teil 5 über die sozialistischen Parteien ab der ersten Auflage 1946 bis zur neunten Auflage 2018. Erst nach 76 Jahren lag mit der 10. Auflage 2020 die KSD vollständig auch in deutscher Sprache vor, herausgegeben und mit einem Vorwort versehen von Heinz D. Kurz, in dem dieser auch auf die Editionsumstände zur deutschsprachigen KSD eingegangen ist. Nach dieser lässt sich rekapitulieren:
Die erste Auflage von KSD erschien 1946, herausgegeben von Edgar Salin. In seinem Vorwort zur ersten Auflage schrieb dieser, dass in Abweichung vom englischen Original der Teil 5, in dem sich Joseph A. Schumpeter mit der Geschichte der sozialistischen Parteien in Europa und den USA sowie Russland auseinandergesetzt hatte, nicht mit enthalten ist, da dieser „[…] so sehr auf den amerikanischen Leser ausgerichtet […]“ sei, dass es „[…] unnötig schien, diesen Teil in der deutschen Ausgabe zu bringen.“ Nur der letzte Abschnitt von Teil 5, der „[…] eine Art von Ausblick darstellt […]“ (gemeint ist der Abschnitt Vom Ersten zum Zweiten Weltkrieg), wurde als Nachwort abgedruckt. Laut Heinz D. Kunze hatte Schumpeters Frau in einem Brief vom 28. August 1951 geschrieben: „[…] nur widerwillig habe Schumpeter dem Drängen Salins auf Weglassung von Teil V nachgegeben.“
Als Schumpeter dann die erste deutsche Ausgabe erhielt, habe dieser feststellen müssen, dass er im Vorwort von Edgar Salin als „Sozialist“ bezeichnet wurde und er sowie seine Frau waren darüber empört. Ebenso wiesen Freunde diese Charakterisierung von Joseph A. Schumpeter als Sozialisten zurück, so z. B. Wolfgang F. Stolper und Gottfried Haberler. Da sich Schumpeter in Teil 5 dezidiert zu den sozialistischen Parteien äußerte – so Heinz D. Kurz – hätte dieser Teil beitragen können, Schumpeters Position deutlicher zu vermitteln. Schumpeters Frau drängte dann darauf, dass in der zweiten deutschen Ausgabe der Teil 5 mit abgedruckt wird, aber dazu kam es nicht. Denn Edgar Salin ließ in der zweiten Ausgabe wieder den Teil 5 weg und auch noch das neue Schlusskapitel Die Konsequenzen des Zweiten Weltkrieges, das in der zweiten englischen Ausgabe von 1946 erschien (mit dem Titel The Consequences of the Second World War). Im Vorwort zur zweiten deutschen Auflage hieß es dazu von Edgar Salin als Erklärung, dass sich Joseph A. Schumpeter „[…] ablehnend gegen eine Übertragung dieses Kapitels verhielt und bis zur endgültigen Fassung in der dritten englischen Ausgabe zu warten bat.“
Nach Heinz D. Kurz verweist das Handeln von Edgar Salin eher darauf hin, dass dieser „[…] ganz offensichtlich […]“ mit „[…] dem Inhalt von Teil V nicht einverstanden […]“ war. Denn dies habe Edgar Salin selbst formuliert – in einer Besprechung von Schumpeters Buch von 1944. Daher sei generell fraglich, warum Edgar Salin überhaupt KSD herausbrachte. Die Herausgeber-Vorgänge führten lt. Heinz D. Kurz dann wahrscheinlich dazu, dass Joseph A. Schumpeter weitere Publikationen nicht mehr bei Edgar Salin vornahm (seine Aufsätze zur ökonomischen Theorie (1952) sowie seine Aufsätze zur Soziologie (1953) wurden von Arthur Spiethoff und Erich Schneider herausgegeben). Gleichzeitig aber hat sich die deutsche Herausgabe von KSD ohne Teil 5 weiter fortgesetzt nach dem Tod von Schumpeter – bis zur neunten Auflage.
Die Debatten zum Verhältnis von Schumpeter zum Sozialismus wurden auf verschiedenen Ebenen geführt.
Auf der persönlichen Ebene mit der Frage nach der politischen Gesinnung war Schumpeter mit dem Vorwurf, ein „Sozialist“ zu sein, schon frühzeitig konfrontiert, z. B. als Mitglied in der deutschen Sozialisierungskommission 1919, in der er neben u. a. Rudolf Hilferding und unter der Leitung von Karl Kautsky tätig war. Mit seiner eigenen ironischen Art habe laut Gottfried Haberler der elitär-konservativ eingestellte Schumpeter darauf geantwortet: Wenn jemand Selbstmord begehen will, ist es gut, wenn ein Arzt anwesend ist.
Auf populärwissenschaftlicher Ebene sowie der damaligen politischen Diskussionsebene wurde Schumpeter als renommierter Wissenschaftler mit seiner Perspektive auf eine mögliche sozialistische Entwicklung, wie er sie verstand, ernst genommen. So ließe sich auch die Bezeichnung von Edgar Salin verstehen, der genau diese eigenwillige Perspektive hervorhob mit: „Schumpeter ist Sozialist. Aber kein Sozialist, gehöre er zu den Marxisten oder zu den Fabiern, wird seinen Sozialismus bei Schumpeter finden.“ Dabei Schumpeter als „überzeugten Sozialisten“ zu sehen, ist einerseits wieder der Vermengung mit der persönlichen Ebene zu verdanken: Nach Edgar Salin gab es neben der von Schumpeter beschriebenen „amerikanischen“ Demokratie des Konkurrenzkampfes auch noch die klassische Demokratie, wie sie in der Schweiz bestünde. Andererseits ist diese Sicht dabei auch als Auslegungssache zu verstehen, bei der Salin gleichzeitig die Anerkennung der schumpeterschen Positionierung adressierte. Denn schließlich war Schumpeter in dem Sinne überzeugt und hier überzeugt davon, dass die Demokratie des Konkurrenzkampfes nicht aufzuhalten sei. Die Hoffnung sowie die Überzeugung Salins zu einer anderen Demokratie spricht dafür, dass er diese in Schumpeter verlagerte und in ihm – trotz dessen pessimistische Auffassung – einen Sozialisten sah, dem der „[…] Blick hinter den Schleier […]“ gelang.
Auch Richard Swedberg, Wirtschaftssoziologe und Autor einer Schumpeter-Biographie, hatte in seinem Vorwort zur englischen Ausgabe von KSD 1994 auf die Ambivalenz bei Joseph A. Schumpeter hingewiesen, der als „eingefleischter Feind des Sozialismus“ gleichzeitig „objektiv“ darauf verweise, dass ein Sozialismus demokratisch sein könne.
Diese „Objektivität“ wurde in der Schumpeter-Rezension auch herangezogen, um Schumpeters Überzeugung von der Unausweichlichkeit der sozialistischen Zukunft zu erklären. Dazu hieß es z. B. von Ingo Pies, Herausgeber der Zeitschrift Jahrbuch für die Ordnung von Wirtschaft und Gesellschaft (ORDO) – diese seien als „[…] Possibilitätsanalysen mit warnendem Unterton […]“ aufzufassen und keinesfalls als „Ankündigungen“, die aber „[…] Marx als Politiker […]“ formuliert habe.
Mit dieser Argumentation wird aber wiederum der schumpeterschen Aussage widersprochen, dass sich die Auffassungen von Karl Marx eben nicht nur auf politische Ansichten, Ziele oder „Ankündigungen“ reduzieren lassen, sondern dass diese gerade auf „Fakten“ sowie dessen „[…] großartigen Logik der historischen Dinge […]“ beruhen.

Zu dem Versuch, eine Divergenz zwischen Marx und Schumpeter über die Differenzierung „positiv“ (und damit „wissenschaftlich“) versus „normativ“ bzw. „politisch“ (und damit unwissenschaftlich) herzustellen, heißt es konträr zur Auffassung von Ingo Pies von Heinz D. Kurz:
„Marx war wissenschaftlicher und politischer Entrepreneur, sein Gewerbe die Disruption bestehender Verhältnisse […]. Schumpeter ist in vergleichbarer Mission unterwegs: Er muss gegen das mangelnde Verständnis des Kapitalismus gerade auch seitens der Ökonomen und Politiker ankämpfen und sich so der drohenden Entwicklung entgegenstemmen.“
Auch der Versuch, man könne die Unvereinbarkeit marxscher und schumpeterscher Positionen als „Stilfrage“ erklären, ist erfolgt. Dazu hieß es, dass man die schumpeterschen Äußerungen über Marx als „ironisch“ verstehen müsse und „Ironie bedeutet, dass man das Gegenteil von dem sagt, was man wirklich meint.“ Dazu wird bezweifelt, dass man auf diese Weise das Verhältnis von Schumpeter zu Marx bzw. auch zu Schumpeter und Sozialismus bzw. Demokratie (auch hier wurde Ironie als Erklärung für schumpetersche Aussagen herangezogen) erklären kann. Eher besteht hier die Aufforderung darin, die dabei bestehenden Spannungsverhältnisse auszuhalten.
Generell bewegen sich diese Debatten aber eher um die Frage einer „Nähe“ oder Distanz von Schumpeter als Befürworter oder Ablehner einer politischen Ausrichtung und nicht um die Frage seiner Auffassungen zu Sozialismus als Wissenschaftler.
Auf der wissenschaftlichen Ebene wurde aber auch die Auffassung vertreten, dass Schumpeter „wissenschaftlicher Sozialist“ gewesen sei. In wissenschaftlichen Publikationen wie z. B. Sozialismus und Nation: Die deutsche Ideologiediskussion zwischen 1918 und 1945 gehört Schumpeter aber nicht zu den dort behandelten hauptsächlichen Vertretern, ebenso nicht in Sozialismus. Theorien des Sozialismus oder in „Sozialismus. Elemente der Politik“.
In Arbeiten zur Ideengeschichte wird hingegen der relevante Einfluss Schumpeters auf das sozialdemokratische Denken der Kaiserzeit als Ökonom hervorgehoben, hier insbesondere mit seiner Auffassung zur dynamischen Entwicklung des Kapitalismus sowie mit seiner Position, die er mit KDS in die Zeit ab 1945 einbrachte, da aber nicht als „sozialistische Position“, sondern als nicht neoliberale.

Ein weiteres Problemfeld ist die Frage der Strukturkonzentrationen, welche nach 1945 eine zentrale Rolle eingenommen hatten bei der Frage um Sozialisierung und die Abkehr von kapitalistischen Verhältnissen, denn Deutschland war schon Anfang des 20. Jahrhunderts das „[…] klassische Land der Kartelle […]“ geworden. Dies löste in der Wissenschaft damals entsprechende Diskussionen aus, zu denen sich insb. Max Weber und Werner Sombart u. a. äußerten. Auch darauf wurde hingewiesen und die Aktualität der schumpeterschen Überlegungen diesbezüglich gesehen, wenn es heißt:
„Die wachsende Vermögenskonzentration gefährdet die Freiheit vieler und damit auch die Demokratie. Wir haben es heute mit neuen Formen des technischen Fortschritts zu tun, die zu Phänomenen geführt haben, die Schumpeter noch nicht kennen konnte, so insbesondere den Aufstieg von sogenannten „Superstarfirmen“. […] obgleich er zu vielen der sich heute stellenden Fragen aus offensichtlichen Gründen nichts sagen konnte, hat er uns in KSD paradigmatisch gelehrt, wie man sich ihnen nähern kann. Auch dies macht die hohe und anhaltende Aktualität seines Buches aus.“
Dazu wurde allerdings schon 1944 angemerkt, dass sich zur Frage der Vermögenskonzentration in der KDS von Schumpeter eben kein kritischer Anknüpfungspunkt findet, da dieser die Herausbildung von „Riesenunternehmen“ nur als Vorstufe eines zukünftigen ökonomischen Produktionsapparates versteht. Auch Schumpeters Unterscheidung in Unternehmer und Kapitalisten spielt hier eine hinterfragungswürdige Rolle, da er ausgehend von dieser glaubt, dass sich Unternehmer in einem zukünftigen Sozialismus weiter engagieren können, während man das Problem der Kapitalisten als Anteilseigner lösen kann, indem man deren Ansprüche in einer Übergangszeit einfach auszahlt.
Worin hingegen bei der Rezeption der KSD ein relevanter Beitrag gesehen wurde, war seine dort entwickelte Auffassung zur Entwicklung westlicher Demokratien hin zu „Konkurrenz-Demokratien“. Hier gilt er als einflussreicher Vertreter elitistischer Demokratietheorien insbesondere nach 1945. Als „Reduzierte Demokratie im Schatten des Zweiten Weltkrieges“ entstanden wurde diese später insbesondere dahingehend kritisiert, dass die dabei unterlegte Nutzenmaximierung der Wähler aufgrund möglicher gegen Null tendierender Entscheidungen (Wahlverweigerung) versagen und somit diese also nicht als sich selbst tragend verstanden werden kann. Das in der schumpeterschen Konkurrenzdemokratie unterlegte elitäre Grundverständnis, welches sich ebenso in den Auffassungen von Vilfredo Pareto oder Gaetano Mosca findet, wurde zudem auch grundsätzlich zunehmend als defizitär angesehen und über die Wiederbelebung der Auffassung, dass sich mit Demokratie semantische Inhalte verbinden (auch beeinflusst durch die Einsicht in die Bedeutung außerparlamentarischer Bewegungen), wich das Konzept der Konkurrenzdemokratie dem Konzept der deliberativen Demokratie, wie von Jürgen Habermas oder John Rawls vertreten.

## Ausgaben
englisch-USA
- Schumpeter, Joseph A. (1942): Capitalism, socialism and democracy. New York/London: Harper & Brothers. (1te Auflage)
- Schumpeter, Joseph A. (1947): Capitalism, socialism and democracy. New York/London: Harper & Brothers. (2te Auflage)
- Schumpeter, Joseph A. (1950): Capitalism, socialism and democracy. New York/London: Harper & Brothers. (3te Auflage)
- Schumpeter, Joseph A. (1962): Capitalism, socialism and democracy. New York/London: Harper & Brothers. (First Harper Torchbook Edition)
- Schumpeter, Joseph A. (1975): Capitalism, socialism and democracy. With a new introduction by Tom Bottomore. New York/Hagerstown/San Francisco/London: Harper & Row Publishers. (First Harper Colophon Edition)
- Schumpeter, Joseph A. (2008): Capitalism, socialism and democracy. With a new introduction by Tom Bottomore. New York/Hagerstown/San Francisco/London: Harper & Row Publishers. (Third Edition, Harper Perennial Modern Thought)
- Schumpeter, Joseph A. (2003): Capitalism, socialism and democracy. London & New York: Routledge.  ISBN 0-415-10762-8
- Schumpeter, Joseph A. (2018): Capitalism, socialism and democracy. Saint Paul: Wilder Publishing.

englisch-GB
- Schumpeter, Joseph A. (1943): Capitalism, socialism and democracy. London: Unwin University Books. (Published in Great Britain)
- Schumpeter, Joseph A. (1944): Capitalism, socialism and democracy. London: Unwin University Books. (Second impression)
- Schumpeter, Joseph A. (1947): Capitalism, socialism and democracy. London: Unwin University Books. (Revised second edition)
- Schumpeter, Joseph A. (1950): Capitalism, socialism and democracy. London: Unwin University Books. (Third edition)
- Schumpeter, Joseph A. (1952): Capitalism, socialism and democracy. London: Unwin University Books. (Fifth edition)
- Schumpeter, Joseph A. (1954): Capitalism, socialism and democracy. London: Unwin University Books. (Sixth impression, Fourth edition)
- Schumpeter, Joseph A. (1957): Capitalism, socialism and democracy. London: Unwin University Books. (Seventh impression)
- Schumpeter, Joseph A. (1959): Capitalism, socialism and democracy. London: Unwin University Books. (Eighth impression)
- Schumpeter, Joseph A. (1961): Capitalism, socialism and democracy. London: Unwin University Books. (Ninth impression)
- Schumpeter, Joseph A. (1965): Capitalism, socialism and democracy. London: Unwin University Books. (Tenth impression)
- Schumpeter, Joseph A. (1966): Capitalism, socialism and democracy. London: Unwin University Books. (Eleventh impression)
- Schumpeter, Joseph A. (1970): Capitalism, socialism and democracy. London: Unwin University Books. (Twelfth impression)
- Schumpeter, Joseph A. (1976): Capitalism, socialism and democracy. London: Routledge. ISBN 1-5154-2723-4
- Schumpeter, Joseph A. (1981): Capitalism, socialism and democracy. London: George Allen & Unwin Ltd. (Third impression)
- Schumpeter, Joseph A. (1994): Capitalism, socialism and democracy. London: George Allen & Unwin Ltd. ISBN 0-230-20205-8

deutsch
- Schumpeter, Joseph A. (1946): Kapitalismus, Sozialismus und Demokratie. Übersetzt von Susanne Preiswerk. Einleitung von Edgar Salin. Bern: Francke Verlag. (1te Auflage)
- Schumpeter, Joseph A. (1950): Kapitalismus, Sozialismus und Demokratie. Übersetzt von Susanne Preiswerk. Einleitung von Edgar Salin. München: Francke Verlag. (2te erweiterte Auflage
- Schumpeter, Joseph A. (1972): Kapitalismus, Sozialismus und Demokratie. Übersetzt von Susanne Preiswerk. Einleitung von Edgar Salin. Bern: Francke Verlag. (3te Auflage), ISBN 3-7720-0917-4
- Schumpeter, Joseph A. (1975): Kapitalismus, Sozialismus und Demokratie. Übersetzt von Susanne Preiswerk. Einleitung von Edgar Salin. München: Francke Verlag. (4te Auflage), ISBN 3-7720-1136-5
- Schumpeter, Joseph A. (1980): Kapitalismus, Sozialismus und Demokratie. Übersetzt von Susanne Preiswerk. Einleitung von Edgar Salin. München: Francke Verlag. (5te Auflage), ISBN 3-7720-1298-1
- Schumpeter, Joseph A. (2005): Kapitalismus, Sozialismus und Demokratie. Einführung von Heinz D. Kurz. Tübingen/Basel: Francke Verlag. (6te Auflage), Auflage), ISBN 978-3-7720-1298-3
- Schumpeter, Joseph A. (1993): Kapitalismus, Sozialismus und Demokratie. Einführung von Eberhard K. Seifert. Stuttgart: UTB. (7te erweiterte Auflage), ISBN 3-7720-0917-4
- Schumpeter, Joseph A. (2005): Kapitalismus, Sozialismus und Demokratie. Einführung von Heinz D. Kurz. Tübingen/Basel: Francke Verlag. (8te Auflage), ISBN 3-8252-0172-4
- Schumpeter, Joseph A. (2018): Kapitalismus, Sozialismus und Demokratie. Mit einer Einführung von Heinz D. Kurz. Tübingen: Francke Verlag. (9te Auflage), ISBN 978-3-8252-4900-7
- Schumpeter, Joseph A. (2020): Kapitalismus, Sozialismus und Demokratie. Mit einer Einführung von Heinz D. Kurz; übersetzt von Susanne Preiswerk (Teil I-IV) sowie Theresa Hager, Philipp Kohlgruber und Patrick Mellacher (Teil V). Tübingen: Narr Francke Attempto Verlag. (10te vervollständigte Auflage), ISBN 978-3-8252-5317-2 (Print), ISBN 978-3-8385-5317-7 (ePDF)